# Anna Ekelöf
Anna Eleonora Ekelöf, född troligen omkring år 1745 och död efter år 1765, var en svensk bedragare. Hon var en seriebrottsling som gjorde sig skyldig till en rad bedrägerier med falska identiteter, och vid skilda tillfällen utgett sig för att vara mamsell, adelsfröken, officer, greve och kronprins Gustav innan hon arresterades år 1765.

## Första bedrägeriet
Anna Ekelöf greps iförd manskläder i juni 1765 nära den svensk-norska gränsen i Jösse härad i Värmland. Vittnen intygade under den följande rättegången att hon först hade dykt upp i gränstrakten utklädd till mamsell. Hon hade då påstått sig vara på flykt undan sina föräldrar för att få gifta sig med sin älskade. 
Hon hade sedan utklädd till adelsman i hög vit peruk presenterat sig som officer greve Carl Ekeblad, som hade flytt landet utklädd till kvinna efter en incident i Stockholm, och som nu väntade på kungens tillstånd att återvända från förvisningen. Som Carl Ekeblad hade hon rekryterat ett helt följe som agerat som hennes tjänarstab, bland dem den förrymda bonden Olof Persson och bagaren Schultz. Hon hade också valt ut konstapel Istmins hustru Emerentia Schröder till älskarinna. Ekelöf bodde under denna tid på Emerentia Istmins systers gård Löfsnäs i Norge. Hon ska som Carl Ekeblad ha hängett sig åt "ett utsvävande liv med drickande, svärande, våghalsigt ridande och ett oupphörligt tobaksrökande", och hotat och misshandlat folk som trotsat hennes befallningar. Ekelöf försvarade senare dessa handlingar med att hon hade uppträtt så enbart för att trovärdigt fylla sin roll som man.

## Andra bedrägeriet
Vid den svenska tullstationen i Magnebro i Jösse härad påstod hon sig vara kronprins Gustav, som i konflikt med riksrådet Tessin, adel och ridderskap befann sig vid gränsen förklädd till greve Carl Ekeblad för att förbereda en statskupp mot regeringen. Åsikterna om huruvida detta var trovärdigt var delade. Det hade tidigare förekommit uppviglare mot regeringen i denna landsände, och vid denna tid förekom en hel del rykten om upprorsmakare och statskupper efter kuppen 1756. Ekelöf utnyttjade också skickligt en betydande kunskap om den dåvarande politiska situationen och kungahuset och förstod att framställa sina påståenden på ett logiskt och trovärdigt sätt. Hon ska ha haft en märklig förmåga att övertyga andra: ett vittne påstod efteråt att hon hade varit så övertygande att hon "insövt" honom till att vara beredd att göra vad som helst för henne. 
Då ryktet om att den svenska tronföljaren i förklädnad befann sig vid gränsen nådde de dansk-norska myndigheterna arresterades Ekelöf och fördes till Oslo, där hennes identitet och kön avslöjades. Hon tycks ha släppts och tillåtits återvända till gränsen, men de svenska myndigheterna kunde snart få henne utlämnad och gripen.

## Rättegång
Anna Ekelöf medgav inför rätten att hon hade utgett sig vara greve, men förnekade att hon hade utgett sig för att vara tronföljaren utom under inflytande av "brännvinsyra". Hon sade sig ha uppfört ett oskyldigt skådespel medan hon väntade på att få återförenas med sin trolovade. 
Inför häradsrätten uppgav hon att hon var 20 år gammal och dotter till en avliden sjökapten i Göteborg. Hon hade rymt hemifrån för att sammanträffa sin trolovade, sergeant Magnus Sandberg vid Västgöta och Dals regemente, för att de sedan skulle kunna rymma till Norge tillsammans och där gifta sig trots ogillandet från Sandbergs föräldrar. 
Hon hävdade att hon inte hade haft för avsikt att klä ut sig till man, utan bara tagit på sig de enda hela kläderna som passade hennes samhällsställning som mamsell efter att hennes egna kläder blivit skadade under resan. Hon hade fått kläderna av en svensk bagare på rymmen i de norska gränsbyarna som övertalat henne att klä ut sig till man.  
Rätten misstänkte, förutom att hon var bedragare, att Magnus Sandberg var hennes släkting och hon alltså hade gjort sig skyldig till incest, och att hon hade åkt över gränsen i avsikt att göra abort, något som under denna tid var illegalt. Man gav också order om en rättslig kroppsundersökning för att fastställa hennes kön. 
Det uppdagades att hon vid flera tidigare tillfällen hade bedragit folk med falska identiteter, varav den vanligaste rollen var som flicka på flykt undan ett påtvingat äktenskap för att få gifta sig med sin sanna kärlek. Historien om en flicka som rymde hemifrån utklädd till man undan ett påtvingat äktenskap, för att få gifta sig med en man som föräldrarna ogillade, var ett mycket populärt motiv i samtida romaner, och en roll hon ofta hade använt sig av.

## Efterspel
Anna Ekelöf verkliga identitet kunde aldrig klarläggas. Hon lyckades i stället fly från arresten efter att ha övertygat fångvaktaren om sin "rätta identitet". Det hela inträffade när hon var på väg med fångtransport till domstolen för att åhöra sin dom. På vägen välte skjutskärran, och Ekelöf, som brutit armen, inkvarterades på en bondgård i närheten. Hon övertygade där bonden Nils Amundsson om att hon verkligen var Sveriges kronprins, och att den som hjälpte henne skulle bli rikligt belönad. Natten den 12–13 juli 1765 knackade bonden på väggen till tecken på att alla var förberett för hennes flykt, varpå Ekelöf klättrade ut genom ett fönster, fick en sadlad häst av Amundsson och flydde över norska gränsen. Hennes vidare liv är okänt. Amundsson uppgav att  han hade blivit så "insövd" av hennes tal att han blivit "färdig att uppoffra både liv och egendom".
De enda uppgifter som ger en möjlig antydan om Anna Ekelöfs identitet, är en bifogad attest till förhörsprotokollet. Vaktmästaren Emanuel Bergman från Borås ska ha avlagt ett vittnesmål vid en tidigare rättegång, om att denna kvinna (just då under bevakning på Halmstads slott), var samma person som den så kallade ”Passannicka”, som tidigare hade undergått kroppsstraff för grova brott i Borås och förvisats från staden.
Att klä ut sig till det motsatta könet var under denna tid straffbart i sig, men det var ett välkänt kulturellt fenomen i det allmänna medvetandet, som också tycks ha använts av flera kriminella personer. Kerstin Pedersdotter hade utklädd till man under namnet Christopher rymt från makens misshandel till sin styvbror, och sedan gripits efter en stöldturné. Även hon anklagades i likhet med Ekelöf för att ha förklätt sig för att kunna uppehålla ett incestuöst förhållande. 
Gunilla Harberg, känd som ”Tjuv-Gunnil”, hade efter ett inbrott hos en kaptenska i Kalmar flytt till Karlskrona utklädd till man där hon gripits under namnet Gunnar. 
Kusken Petter Cederlöf, som vid sin död varit förlovad med en kvinna, visade sig vid liksvepningen 1780 vara en kvinna , och Gustafva Juliana Cederström (1746–1801) blev känd för att innehaft en lång rad anställningar utklädd till man.

## Eftermäle
Anna Ekelöf porträtteras i pjästen Venus. ”Att inte kunna förställa sig är att inte kunna leva” i regi av Lars Rudolfsson, som hade premiär på Orionteatern 15 mars 2014.

### Fotnoter
1. ↑  Borgström Eva, red (2002). Makalösa kvinnor: könsöverskridare i myt och verklighet. Stockholm: Alfabeta/Anamma. Libris 8707902. ISBN 91-501-0191-9 (inb.)
2. 1 2  Jonas Liliequist: "'Att inte kunna förställa sig är att inte kunna leva' – om personlighet, identitet och kön i 1600- och 1700-talens Sverige" i Tom Eriksson & Agneta, Guillemot (red) Individ och struktur i historisk belysning. Festskrift till Sune Åkerman (Umeå 1997).
3. ↑  Ingvar Andersson: Gustavianskt (1979)
4. ↑  Cederström, Gustafva Juliana i Wilhelmina Stålberg, Anteckningar om svenska qvinnor (1864)